# Pehr Kalm
Pehr Kalm ou Pietari Kalm (em finlandês) ou Peter Kalm (em inglês) (Angermânia, Suécia, 6 de março de 1716 - Åbo, Finlândia, 16 de novembro de 1779) foi um botânico e explorador sueco de pais finlandeses. Kalm ficou famoso por sido o primeiro a descrever as Cataratas do Niágara e por ter fornecido o primeiro estudo detalhado da história natural da América do Norte.

## Biografia
Kalm nasceu em Angermânia, na Suécia, onde seus, pais provenientes da Finlândia, se estabeleceram devido à Grande Guerra do Norte. Seu pai morreu seis semanas após o seu nascimento. Quando as hostilidades terminaram, sua mãe retorna com ele a Närpes, em Ostrobótnia, Finlândia, onde o pai de Kalm tinha sido ministro luterano. Kalm inicia, em 1735, os seus estudos na Academia de Åbo (atual Turku) e, a partir de 1740 na Universidade de Upsália, na Suécia, onde encontrou-se com o renomado naturalista Carolus Linnaeus, tornando-se um de seus primeiros estudantes. Em Upsália, Kalm assumiu a função de superintendente de uma plantação experimental de posse do seu patrono, Barão Sten Karl Bielke.
Kalm efetuou pesquisas de campo na Suécia, Rússia e Ucrânia de 1742 até 1746, quando assumiu o cargo de professor-assistente de História natural e economia na Academia de Åbo, função que passou a exercer em tempo integral a partir de 1747, mesmo ano em que Linneaus o indicou para ser membro da Academia Real das Ciências da Suécia. Esta Academia o convida para fazer uma viagem à América do Norte a fim de trazer todas as sementes e plantas novas que poderiam revelar-se úteis para a agricultura e a indústria. Kalm tem especialmente a função de recolher pés de amoreira vermelha, Morus rubra, com a finalidade de permitir o desenvolvimento da produção de seda na Suécia. As folhas da amoreira são o alimento preferido do bicho-da-seda.
Em sua viagem da Suécia para a Filadélfia, Kalm passou seis meses na Inglaterra, onde encontrou-se com muitos botânicos importantes. Kalm chegou na Pensilvânia em 1748; lá foi assistido por Benjamin Franklin e John Bartram. Estabeleceu a sua base de operações na comunidade sueco-finlandesa em Raccoon (atual Swedesboro) no sul de Nova Jérsei. Lá serviu como pastor substituto da igreja local, e lá casou-se com a viúva do pastor anterior em 1750. Fez viagens para as Cataratas do Niágara, Montreal e Quebeque, retornando em 1751. No seu retorno à Finlândia assumiu a cadeira de professor na Academia de Turku, fundou o jardim botânico de Turku/Åbo e lecionou até a sua morte, em 1771.
O diário de Kalm, onde descreve a sua viagem, foi publicado como En Resa til Norra America ( Estocolmo, 1753-1761). Foi traduzido em alemão, em neerlandês, em francês e em inglês em 1770, como Travels into North America. Uma edição americana foi traduzida por Adolph B. Benson e publicada em 1937; tornou-se uma referência padrão importante a respeito da vida na América do Norte colonial. Ele descreveu não somente a flora e a fauna do mundo novo, mas também a vida dos nativos americanos e a dos colonos britânicos e franceses junto aos quais conviveu.
Em sua obra Species Plantarum, Linnaeus cita Kalm para 90 espécies, 60 delas novas, incluindo o gênero Kalmia, que Linnaeus nomeou em sua homenagem. A espécie Kalmia latifolia (louro da montanha) é a flor símbolo da Pensilvânia e de Connecticut.
O grupo étnico e a língua materna de Kalm se converteram num assunto polêmico no século após a sua morte, devido a chamada "distensão da língua finlandesa". Sabe-se que Kalm assinava como "Pehr Kalm", e que cresceu em Närpes, uma cidade bicultural cujo povo fala um dialeto sueco-finlandês. O famoso cientista político e clérigo luterano, de origem finlandesa, Anders Chydenius (1729-1803) foi aluno de Pehr Kalm.

## Referência
TIEDE 5/2003, Suomalaisten löytöretket 3: Professori Kalm pääsi amerikan lehtiin.